# مايك فاريل
مايك فاريل (بالإنجليزية: Mike Farrell) (و. 1939 – م) هو ممثل، ومنتج أفلام، وناشط حقوق الإنسان، وممثل أفلام، وممثل تلفزيوني من الولايات المتحدة الأمريكية ولد في سانت باول، مينيسوتا.
بعض المسلسلات التي عمل بها :
The Red Road
Supernatural 
Miami Medical
Ghost Whisperer
Without a Trace
Law & Order: Special Victims Unit
Desperate Housewives
Out at the Wedding 

## روابط خارجية
- مايك فاريل على موقع IMDb (الإنجليزية)
- مايك فاريل على موقع ألو سيني (الفرنسية)
- مايك فاريل على موقع أول موفي (الإنجليزية)
- مايك فاريل على موقع قاعدة بيانات الأفلام السويدية (السويدية)
- مايك فاريل على موقع إن إن دي بي (الإنجليزية)
- مايك فاريل على موقع قاعدة بيانات الفيلم (الإنجليزية)
- مايك فاريل على موقع كينوبويسك (الروسية)